# Нижнегорское сельское поселение
Нижнего́рское се́льское поселе́ние (укр. Ніжньогірське сільське поселення, крымскотат. Сейитлер кой юрту, Seyitler köy yurtu) — муниципальное образование в Нижнегорском районе Республики Крым России.
Административный центр — посёлок городского типа Нижнегорский (учитываемый Крымстатом как сельский населённый пункт).

## История
В советское время был образован Нижнегорский поселковый совет.
Сельское поселение образовано в соответствии с законом Республики Крым от 5 июня 2014 года.

## Население
| 2001   | 2014    | 2015    | 2016    | 2017    | 2018  | 2019  |
| ------ | ------- | ------- | ------- | ------- | ----- | ----- |
| 12 152 | ↘10 066 | ↗10 070 | ↘10 056 | ↘10 005 | ↘9862 | ↘9715 |
| 2020   | 2021    |         |         |         |       |       |
| ↘9663  | ↘9409   |         |         |         |       |       |

## Состав сельского поселения
| № | Населённый пункт | Тип населённого пункта      | Население |
| - | ---------------- | --------------------------- | --------- |
| 1 | Нижнегорский     | пгт, административный центр | ↘8178     |
| 2 | Зелёное          | село                        | ↘941      |
| 3 | Линейное         | село                        | ↘384      |